# Acacia daweana
Acacia daweana är en ärtväxtart som beskrevs av Bruce R. Maslin. Acacia daweana ingår i släktet akacior, och familjen ärtväxter. Inga underarter finns listade i Catalogue of Life.